# Bond van de Socialistische Jeugd van Joegoslavië
De Bond van de Socialistische Jeugd van Joegoslavië (Servisch: Савез социјалистичке омладине Југославије; Kroatisch: Savez socijalističke omladine Jugoslavije; Sloveens: Zveza socialistične mladine Jugoslavije; Macedonisch: Сојуз на социјалистичката младина на Југославија) was de benaming van de communistische jeugdorganisatie in de Socialistische Federale Republiek van Joegoslavië.

## Geschiedenis
In 1948 fuseerden de Bond van de Joegoslavische Communistische Jeugd en de Bond van de Antifascistische Jeugd van Joegoslavië tot de Volksjeugd van Joegoslavië (NOJ). In 1974 werd de naam Bond van de Socialistische Jeugd van Joegoslavië (SSOJ) aangenomen. Vanaf de jaren tachtig nam het aantal actieve leden gestaag af. In diezelfde periode gold de SSOJ als een vrijplaats voor liberaalgeoriënteerde jongeren die veelal gekant waren tegen het opkomend etnisch nationalisme. De Sloveense en Kroatische afdelingen golden als het meest progressief.
De Sloveense afdeling (ZSMS) gaf in 1989 aan zich te willen omvormen tot een politieke partij. In 1990 werd de naam ZSMS-Liberale Partij aangenomen; in november 1990 werd deze naam gewijzigd in Liberaal-Democratische Partij (in maart 1994 fuseerde deze partij met enkele andere partijen tot de Liberale Democratie van Slovenië (LDS)).
De Bosnische afdeling wijzigde haar naam van Bond van de Socialistische Jeugd van Bosnië en Herzegovina (SSO BiH) in 1991 in Liberale Partij van Bosnië en Herzegovina (LS BiH).
Met de ontbinding van de Joegoslavische Communistenbond (SKJ) kort na het 14e Congres in januari 1990, viel ook het doek voor de SSOJ.
Voor jongeren beneden de vijftien jaar bestond er de Unie van Pioniers van Joegoslavië.

## Afdelingen in de deelrepublieken
- Bosnië en Herzegovina: Bond van de Socialistische Jeugd van Bosnië en Herzegovina (SSO BiH)
- Kroatië: Bond van de Socialistische Jeugd van Kroatië (SSOH)
- Montenegro: Bond van de Socialistische Jeugd van Montenegro (SSOM)
- Macedonië: Bond van de Socialistische Jeugd van Macedonië (SSM)
- Servië: Bond van de Socialistische Jeugd van Servië (SSOS)
- Slovenië: Bond van de Socialistische Jeugd van Slovenië (ZSMS)